# Црква Свете Петке у селу Доња Будрига
Црква Свете Петке у селу Доња Будрига, насељеном месту на територији општине Гњилане, на Косову и Метохији, припада Епархији рашко-призренској Српске православне цркве.
Црква у селу Доња Будрига које се налази шест километара југозападно од оближњег Гњилана је храм посвећен Светој Петки и налази се на месном гробљу. Црква је јако страдала за време бомбардовања 1999. године као и у земљотресу из 2001. године.
Црква је у скорије време обновљена и то понајвише захваљујући добровољним прилозима грађана из иностранства и околине. У таласу немира од стране албанског становништва 2013. године, црква је обијена, ивентар испретуран и покраден новац од прилога.